# Talbyskogens naturreservat
Talbyskogens naturreservat är ett svenskt naturreservat i Södertälje kommun i Stockholms län. Syftet med reservatet är att bevara ett tätortsnära skogsområde för rekreation och naturupplevelse. Målet är att området i framtiden kommer att vara av gammal urskogsliknande biotop. Reservatet är 42 ha stort, varav 6 ha är biotopsskydd och Natura 2000-område. Reservatet ligger nära norra Södertäljes bostadsområden, men skogen har ändå fått stå någorlunda orörd. Talbyskogen är naturreservat sedan 2004.

## Naturreservatet
Reservatet ligger mellan stadsdelarna Ragnhildsborgs gård och Viksäter och gränsar i väster till Södertäljeviken, en vik av Mälaren. På andra sidan Södertäljeviken ligger Lina naturreservat, och i närheten finns också naturreservaten Korpberget och Bornsjön. Parkering finns vid Mälarbadet ca 650 m söder om reservatet.
I Talbyskogen finns gott om stigar. En av stigarna är en förlängning av Talbystrandsvägen som går parallellt med Mälarens strand mellan Skogstorp i söder och Viksäter och Tegeltorp i norr. Några stigar, men inte alla, leder till informationstavlor.
Talbyskogens naturreservat instiftades år 2004 av Södertälje kommun, med syfte att dels bevara ett tätortsnära område med naturupplevelser, men även att bevara ett bland- och barrskogsområde med värdefulla livsmiljöer för djur, svampar och växter som missgynnas av det moderna skogsbruket.

### Föreskrifter för naturreservatet
Utöver föreskrifter och förbud i lagar och författningar är det förbjudet att:
- Bryta kvistar, fälla eller på annat sätt skada levande eller döda stående och omkullfallna träd och buskar.
- Fånga och insamla ryggradslösa djur på sådant sätt att deras biotoper eller reproduktionsmiljöer skadas eller förstörs.
- Sätta upp affisch, skylt eller göra inskrift.
- Utan tillstånd från miljönämnden i Södertälje kommun anordna tävlingar.
- Tälta eller campa .
- Elda.
- Ha med sig okopplad hund eller annat lösgående husdjur med undantag för jakt med drivande eller stötande hund eller för eftersök.

## Naturen i området

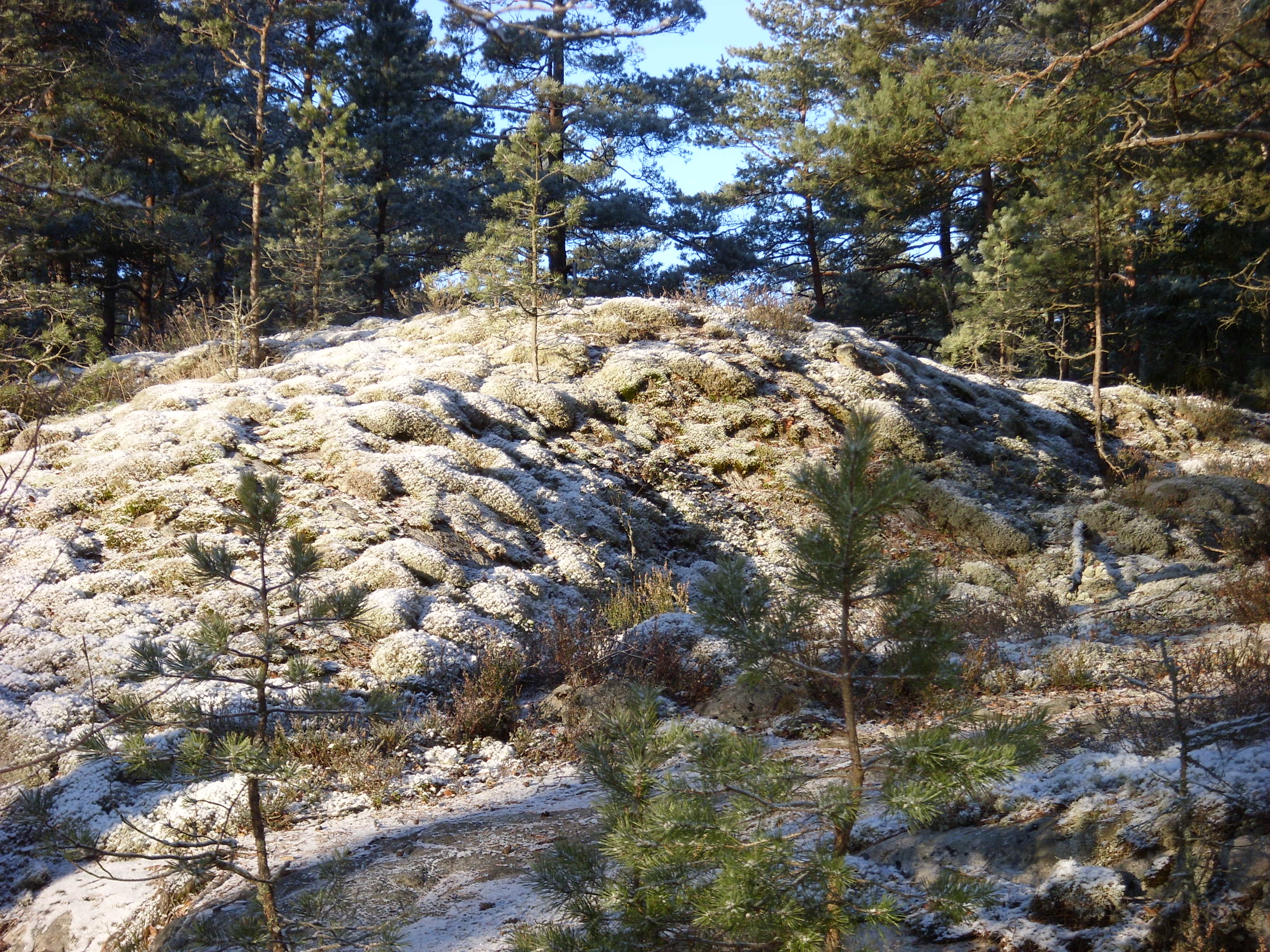
Hällmarkstallskog

Området består till stor del av barr- och blandskog, som har fått stå orörd länge, i vissa delar av reservatet i över hundra år, och som är värdefulla livsmiljöer för många djur, växter och svampar. Skogstyperna varierar beroende på fuktigheten i marken och jordarten. Skogen är i de flesta delarna barrskog, och på flera stälen finns även mycket inslag av björk och asp. Högt belägna delar av reservatet består mest av hällmarkstallskog, medan andra delar av reservatet består av fuktiga sumpskogar, med större inslag av björk och klibbal. Det förekommer mycket död ved i de fuktiga skogarna. I dalgångarna finns det mycket gammal granskog, och i de torrare delarna dominerar tallen. 
Rödlistade eller sällsynta svampar, såsom brandticka och stor aspticka, och mossor, som exempelvis asphättemossa och grön sköldmossa, förekommer i reservatet. I centrala området finns rester av gamla kolmilor, troligen från tiden från första världskriget. De ser ut som ca 10 meter breda bulor med ett litet dike runt. På marken vid dessa kolmilor kan man hitta kolrester.

## Biotopskydds- och Natura 2000-området

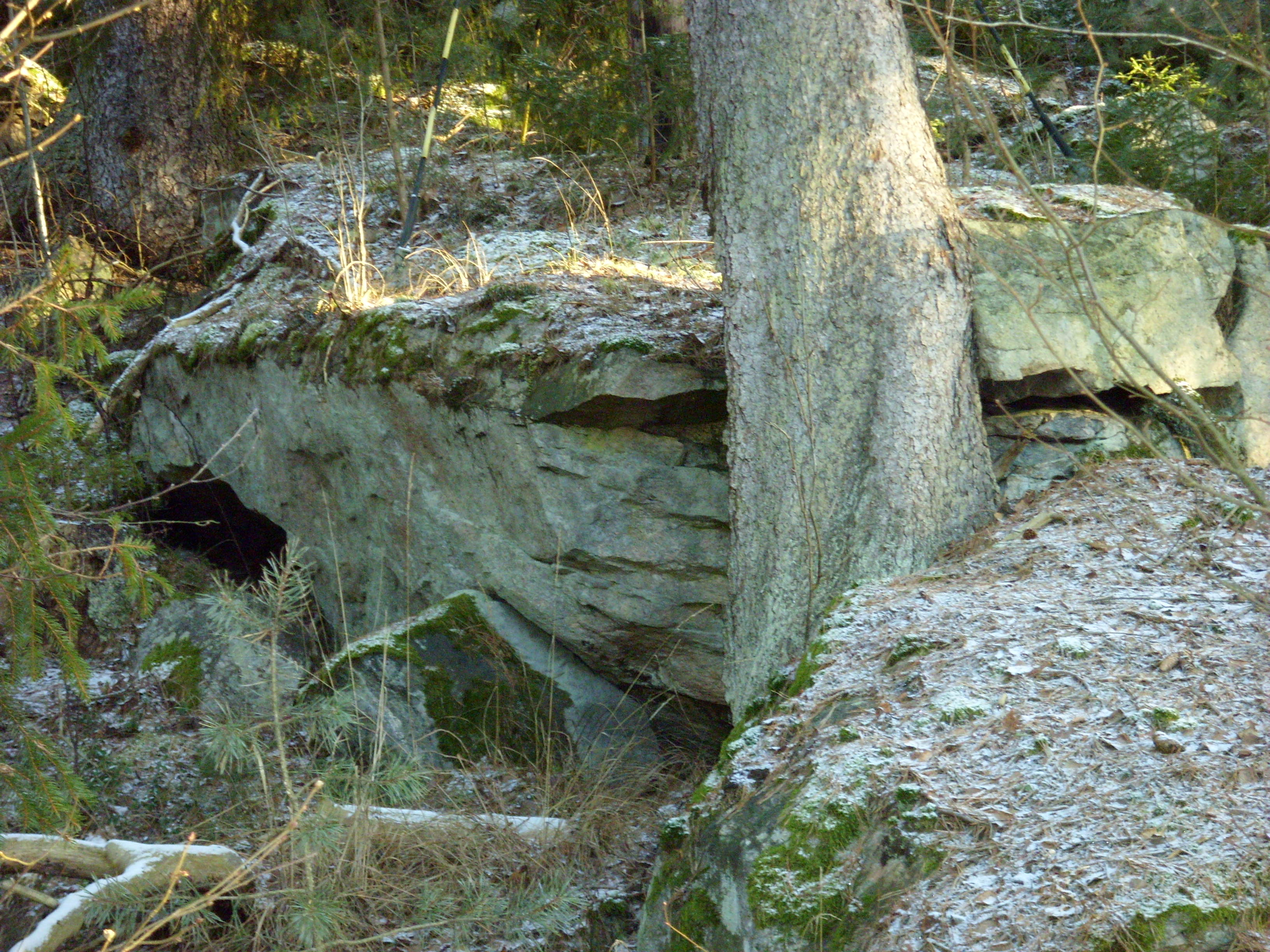
En gran som växer mellan två större stenblock bredvid Talbystrandsvägen

Efter ett avverkningshot hösten 1998 beslutade Skogsvårdsstyrelsen den 21 december att göra 4,2 ha av skogen, till biotopskyddsområde. Detta är ett område som består av gammal grandominerad skog på rullstensås och sandiga marker invid basen på åsarna.
30 augusti år 1999 beslutade man att två närliggande områden, på 1,1 respektive 0,7 ha, också skulle bli biotopskyddsområden.  Dessa är områden med trädbärande eller trädbeskuggade ras- och bergbranter, där det finns lodytor med gamla mossfällar och ett påtagligt inslag av död ved.
I de 6 ha av reservatet som är biotopskyddsområde, och som kallas Sagoskogen, är arbetsföretag som kan skada naturmiljön förbjudna. Exempel på sådana arbetsföretag är föryngringsavverkning, gallring, röjning, plockhuggning, uttag av död ved, byggande av skogsbilväg, körning med maskiner som orsakar djupa spår, gödsling, kalkning, dikning, grävning, schaktning, samt utfyllnad med eller tippning av avfall eller överskottsmassor. 
Dessa 6 ha, i nordvästra delen av skogen, har även regeringen utpekat som ett Natura 2000-område. Området blev ett Natura 2000-område tack vare förekomsten av mossarten grön sköldmossa, västlig taiga och barrskog i anslutning till rullstensås.